# Mikola Liszenko
Mikola Vitalijovics Liszenko, ukránul: Микола Віталійович Лисенко (Hrinyki, 1842. március 10./március 22. – Kijev, 1912. október 24./november 6.) ukrán zeneszerző.

## Életútja
Földbirtokos család gyermeke. Édesapja Vitalij, édesanyja Olha. Zenei tanulmányait szülőfaluja kántoránál kezdte, 10 éves korától a kijevi Weil-, majd nemsokára a Geduen-iskola tanulója volt 1855-ig. Ezután a Harkivi Gimnáziumban tanult, itt ismerte meg Mozart, Beethoven, Chopin és Schumann műveit. Miután már gyakorlott hangverseny-zongorista lett, zeneszerzői munkáját is megkezdte, eleinte ukrán népdalokat dolgozott fel zongorakísérettel. Harmadunokatestvére és egyben barátja, Mihaljo Sztarickij versére komponálta Szerelmi madrigál c. zeneművét. 1859-től a Harkivi Egyetem Természettudományi Karáranak hallgatója volt. Családja közben anyagilag tönkre ment, így Kijevbe költözött. Liszenko a helyi diákszerveződések aktív résztvevőjeként saját kórusműveit vezényelte az éjszakai összejöveteleken. 
Alekszandr Puskin, Nyikolaj Gogol, Adam Mickiewicz, Mihail Lermontov és George Byron munkái felé fordult irodalmi érdeklődése. Harkusa c. első operáját 1864-ben kezdte komponálni, ennek partitúrája azonban elveszett. Ekkoriban kezdte meg népdalgyűjtő körútjait is, mely során a lejegyzett népdalokból többszólamú kórusműveket írt. Egyetemi disszertációját A vízinövények szaporodása címmel írta, melyet 1865-ben védett meg , majd 1866-ban az Emlősök szaporodását is megvédte.

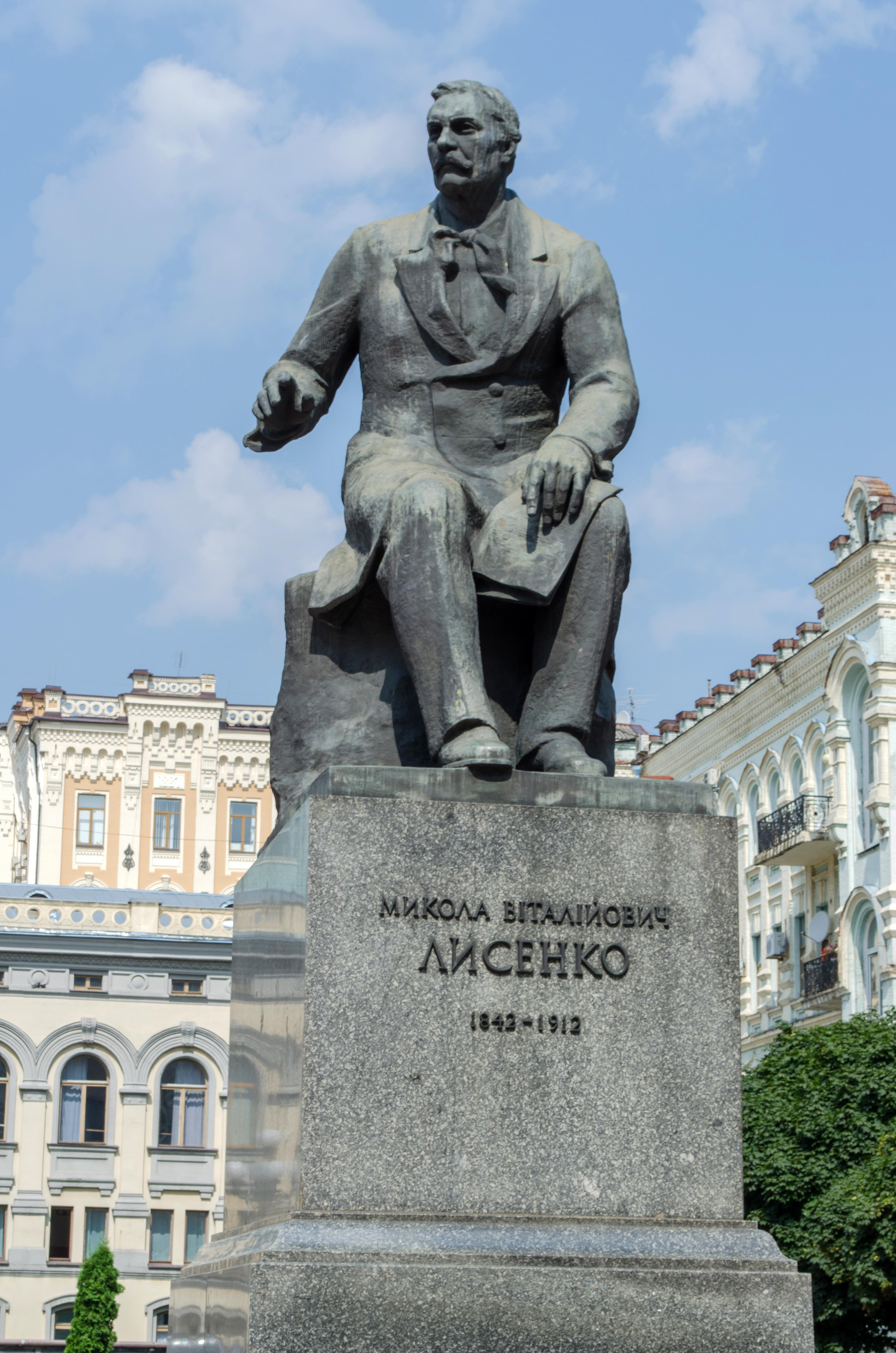
Mikola Liszenko szobra a kijevi operaház előtt

Ezt követően a Kijevi területen található Taraszcsán dolgozott mint tisztviselő. Itt ismerkedett meg későbbi feleségével, Olhával, majd két évvel később visszaköltöztek Kijevbe. Itt az Andrasiada c. opera-paródia komponálásához fogott Mihajlo Sztarickij ötlete alapján. 1867 szeptemberétől a Lipcsei Konzervatóriumban folytatta tanulmányait, ahol tanárai Carl Reinecke, Ignaz Moscheles, Ernst Wenzel  és Ernst Richter voltak. 1868-ban, Lipcsében adta ki az Első ukrán népdalgyűjteményt, benne negyven népdalfeldolgozással. Ez az ukrán zene és az ukrán kultúra történetének egyik fontos állomásának számít. 1869 nyarán visszaköltözött Kijevbe, ahol a zeneiskolai tanítói pályája mellett zongoristafellépéseket is vállalt. 1874-ben ellátogatott Szentpétervárra, ahol 
Nyikolaj Rimszkij-Korszakovnál folytatott tanulmányokat és megjelent külső tagként az Orosz ötök összejövetelein.
1876-ban hazatért és megkezdte alkotói tevékenységét. 1880 és 1890 között komponálta a Fekete-tengeri tengerészek (Чорноморці) c. operettet, a Karácsony éjszakája, valamint az Utoplena c. operákat, s három gyermekoperát is írt, ezek: Koza-Dereza (1888), Pan Kockij (1891), Tél és Tavasz (1892). 1880-ben a Tarasz Bulba című történelmi dalmű megírásához is hozzálátott, mely az ukrán operairodalom és Liszenko egyik legjelentősebb alkotása. A művet 1891-ben fejezte be, zongorakivonatát már csak halála után, 1913-ban adták ki Lipcsében. Életében csak részleteket adtak belőle elő hangversenyszerűen. Liszenko az ukrán nyelvű bemutatót szorgalmazta, azonban nem volt lehetőség erre. Az opera szövegkönyvét Mihajlo Sztarickij készítette Gogol azonos című regénye nyomán. Több kórusművet is írt, ilyen pl. az Iván Husz, amely Tarasz Sevcsenko halálának huszadik évfordulójára készült 1881-ben.

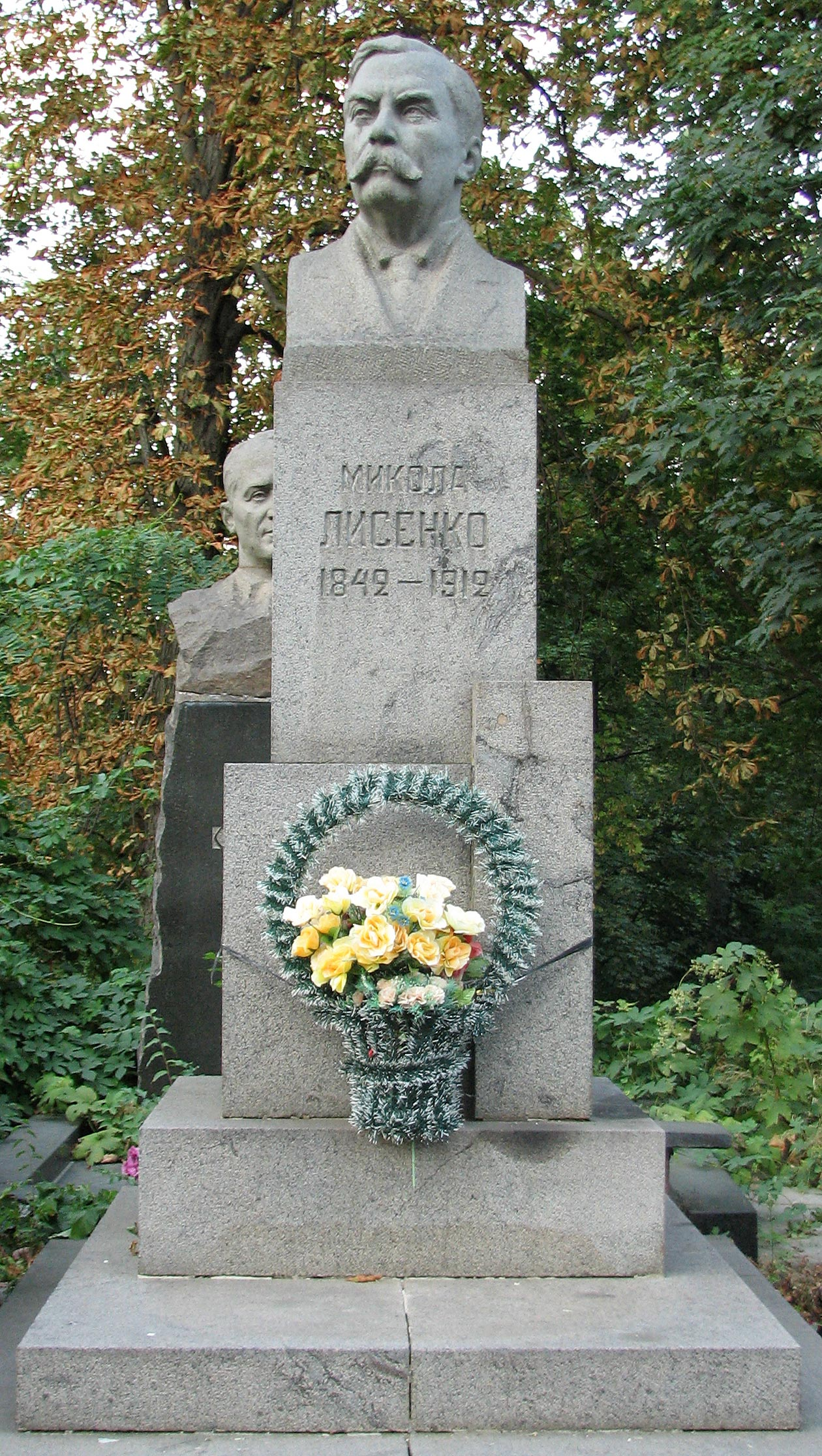
Síremléke Kijevben

Mikola Liszenko pedagógiai, előadói és zeneszerzői az ukrán kultúra számtalan képviselőjére nagy hatást gyakorolt. Mihajlo Kocjubinszkijjel is kapcsolatban állt. Az 1890-es évek elején Liszenko lakásán indult útjára a Literatúra nevű művészeti kör, mely többek között nyugat-európai írók műveinek ukránra fordítását is kitűzte célul. 1896-tól már egyesületként működött tovább, tagjai voltak Filaret Kolessza, Petro Szokalszkij és Leszja Ukrajinka.
1903-ban Poltavában felállították Iván Kotljarevszkij ukrán költő szobrát, erre az alkalomra írta Liszenko a Kotljarevszkij örök emlékére című kantátát. 1905-ben tagja lett a Baján nevű egyesületnek, amely a szláv zene népszerűsítésén munkálkodott. Tiltakozott a cárizmus ellen, ennek eredményeként született meg Eneida c. egyetlen szatirikus operája 1910-ben, Kotljarevszkij azonos című költeményére. Közvetlenül halála előtt komponálta a Noktürn című egyfelvonásos operát. Utolsó hónapjaiban visszalátogatott szülőfalujába, Hrinykibe, ahol hozzá közel álló embereket keresett fel. Ezután visszatért Kijevbe, ekkor már megromlott egészsége. Orvosai gyógykezelést javasoltak számára, ezért a németországi Neuheimba látogatott. A gyógyvíz és a pihenés jó hatással voltak rá. Frankfurtban Heine házát is felkereste, s Wiesbadenben is megfordult. Augusztus 20-án hazaindult Bajorországon, Ausztrián, Morvaországon és Krakkón át érkezett meg Lembergbe. Itt még utoljára találkozott lányával, Mariannával és Mihajlo Kocjubinszkijjel. Kijevbe visszatérve állapotba romlott, s november 6-án elhunyt. Temetésén több énekkar, zenekar, civilek és katonák kísérték, a kijevi Bájkove Temetőben helyezték nyugalomra.

## Forrás
- Massányi Viktor: Mikola Liszenko, az ukrán nemzeti zene atyja. Doktori értekezés. Liszt Ferenc Zeneművészeti Egyetem, 2009.